# Тирозинкиназа Брутона
Тирозинкиназа Брутона (англ. Bruton tyrosine kinase, BTK) — нерецепторная тирозинкиназа Tec-семейства протеинкиназ.
Тирозинкиназа Брутона играет важную роль в созревании и функционировании В-лимфоцитов и других клеток крови млекопитающих. Наибольшее внимание уделяется изучению человеческого и мышиного вариантов фермента. Мутации в гене этого белка являются причиной болезни Брутона (X-сцепленной агаммаглобулинемии), откуда он и получил своё название. Тирозинкиназа Брутона является компонентом сигнальных путей, начинающихся с пре-B-клеточного и B-клеточного рецепторов. Учитывая большое значение этих путей для B-клеток, эту тирозинкиназу рассматривают как перспективную мишень при лечении хронического лимфолейкоза и аутоиммунных заболеваний.

## История открытия и структура гена
Ген тирозинкиназы Брутона был идентифицирован в 1993 году двумя независимыми группами как ген, вовлечённый в развитие агаммаглобулинемии (болезни Брутона). Было показано, что ген локализован в длинном плече Х-хромосомы. Ген тирозинкиназы Брутона имеет размер около 37,5 тысяч пар нуклеотидов и содержит 19 экзонов. Было идентифицировано более 1000 различных мутаций данного гена у пациентов с агаммаглобулинемией. На матрице гена синтезируется мРНК размером 2,7 тысяч нуклеотидов. Данных о возможности альтернативного сплайсинга пре-мРНК тирозинкиназы в нормальных клетках пока нет. Однако при некоторых типах лейкоза обнаруживаются неправильно сплайсированные мРНК, на которых синтезируются молекулы тирозинкиназы Брутона, лишённые киназной активности.
Отсутствие функциональной формы тирозинкиназы у больных агаммаглобулинемией приводит к сильному снижению количества В-лимфоцитов и антител в крови. Аналогичные мутации в гене тирозинкиназы у мышей вызывают состояние X-сцепленного иммунодефицита. Его проявления менее выражены, чем у людей, например, количество периферических В-лимфоцитов снижено всего вдвое.

## Распространение и внутриклеточная локализация
Тирозинкиназа Брутона характерна для В-лимфоцитов на разных стадиях их развития: в развивающихся клетках в костном мозге содержится больше всего белка, с выходом клеток в кровь его количество снижается, а в плазматических клетках фермент уже не обнаруживается. Кроме того, тирозинкиназа Брутона присутствует и в других клетках костномозгового происхождения: моноцитах/макрофагах, тучных клетках, нейтрофилах, эритробластах, тромбоцитах, дендритных клетках и остеокластах. Однако в Т-лимфоцитах эта киназа, по всей видимости, не синтезируется. Тирозинкиназа Брутона играет более важную роль в судьбе В-лимфоцитов, чем любых других клеток. Это подтверждается тем, что мутации в гене фермента при болезни Брутона затрагивают в первую очередь созревание именно этих клеток. В клетках других типов функции тирозинкиназы, по всей видимости, дублируются другими ферментами.
Белки, гомологичные тирозинкиназе Брутона млекопитающих, обнаружены также у птиц, рыб и насекомых. Однако несмотря на эволюционную консервативность аминокислотной последовательности этих белков, их функции различаются в разных группах организмов. Например, у дрозофилы гомолог тирозинкиназы важен для развития гениталий самцов, в то время как у млекопитающих этот фермент участвует в развитии и функционировании клеток иммунной системы.
Тирозинкиназа Брутона локализуется, главным образом, в цитоплазме клетки. При активации фермент перемещается в плазматическую мембрану за счёт взаимодействия PH-домена (см. ниже) с её компонентами. Небольшое количество белка обнаруживается также в клеточном ядре, это позволяет предполагать, что тирозинкиназа циркулирует между ядром и цитоплазмой. Известно, что экспорт фермента их ядра обеспечивает экспортин Crm1.

## Структура
Тирозинкиназа Брутона человека состоит из 659 аминокислотных остатков и имеет молекулярную массу около 77 кДа. В белке выделяют следующие домены, начиная с N-конца: PH-домен (домен, гомологичный плекстрину), TH-домен (домен, гомологичный Tec; состоит из Btk-мотива и полипролинового региона), SH2-домен, SH3-домен и каталитический киназный домен.
PH-домен тирозинкиназы Брутона имеет характерную укладку и состоит из сильно изогнутого семитяжевого антипараллельного β-листа и С-концевой α-спирали. PH-домен связывает фосфатидилинозитолфосфаты цитоплазматической мембраны. Мутации в PH-домене, ассоциированные с болезнью Брутона, затрагивают аминокислотные остатки, непосредственно вовлечённые в связывание субстрата.
Btk-мотив соединён с С-концевой частью PH-домена линкером из 7—8 аминокислотных остатков. Глобулярное ядро Btk-мотива уложено напротив β-тяжей 5 и 7 PH-домена. В целом Btk-мотив представляет собой длинную петлю, которая складывается сама на себя и удерживается в таком положении за счёт иона цинка, формирующего координационные связи с остатками гистидина и цистеина. Ион цинка необходим для оптимальной активности и стабильности фермента. Одна из мутаций фермента, ассоциированных с болезнью Брутона, затрагивает один из цинксвязывающих остатков цистеина.
SH2-домен обеспечивает узнавание и связывание фосфотирозинсодержащих пептидов. SH3-домен связывает пролинбогатые участки других белков.

## Регуляция
Количество и активность BTK регулируется на нескольких уровнях.

### Регуляция на уровне транскрипции
Известно несколько факторов транскрипции, которые связываются и активируют промотор гена BTK: Sp1, Sp3, Spi-B, PU.1, OCT1/OBF1 и NF-κB (комплекс p65/p50). В последнем случае каталитическая активность BTK необходима для транслокации NF-κB в клеточное ядро, то есть имеет место авторегуляция тирозинкиназы Брутона по механизму положительной обратной связи.

## Функции
Тирозинкиназа Брутона играет роль в развитии нескольких онкологических заболеваний, преимущественно лейкозов. Некоторые данные указывают на онкогенные свойства BTK, другие — на свойства супрессора опухолей.

## Роль в развитии заболеваний

### B-клеточный острый лимфобластный лейкоз
Инактивирующие соматические мутации гена BTK при B-клеточном остром лимфобластном лейкозе встречаются относительно редко. Однако во многих случаях в лейкозных клетках обнаруживают аберрантно сплайсированные мРНК BTK, на которых синтезируются укороченные формы белка, лишённые киназного домена.

## Ингибиторы
Понимание особой роли тирозинкиназы Брутона в патогенезе некоторых заболеваний привело к созданию ингибиторов её киназной активности с целью терапевтического применения. Одним из первых был разработан обратимый ингибитор киназ семейства Tec LFM-A13, который связывается с каталитической полостью тирозинкиназы, определяемой остатками Leu-460, Tyr-476, Arg-525 и Asp-539. LFM-A13 ингибирует BTK в условиях in vitro c IC50=7,5 микромоль/литр. К 2013 году данных о клинической активности LFM-A13 получено не было.
К 2013 году были получены и другие обратимые ингибиторы BTK: ONO-WG-307, GDC-0834 и дазатиниб. ONO-WG-307 блокирует автофосфорилировние BTK по положению Tyr-223 с IC50=2 наномоль/литр. В доклинических испытаниях этот ингибитор показал эффективность в отношении диффузной B-крупноклеточной лимфомы подтипа ABC, фолликулярной лимфомы и хронического лимфолейкоза.
Дазатиниб был разработан как ингибитор тирозинкиназной активности BCR-ABL1 и применяется для лечения хронического миелобластного лейкоза и острого B-клеточного лимфобластного лейкоза, характеризующихся наличием химерного онкогена BCR-ABL1. Однако выяснилось, что он также обратимо ингибирует тирозинкинзу Брутона с IC50=5 наномоль/литр. Дазатиниб был протестирован в клиническом исследовании II фазы на пациентах с рецидивирующим или устойчивым хроническим лимфолейкозом. В 20 % случаев был получен ответ на препарат, однако также были отмечены и частые серьёзные побочные эффекты.
Вторую группу ингибиторов BTK составляют ковалентные необратимые ингибиторы, такие как ибрутиниб (PCI-32765) и AVL-292 (CC-292). Обе молекулы образуют ковалентную связь с Cys-481 в активном сайте киназы. Эти ингибиторы характеризуются большей специфичностью в отношении тирозинкинзы Брутона и IC50=0,5 наномоль/литр.